# جون دينام

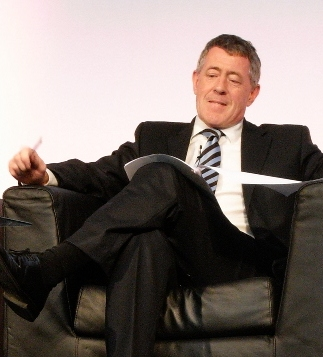
جون دينام

جون دينام (بالإنجليزية: John Denham)‏ (من مواليد 15 يوليو 1953) هو سياسي بريطاني عن حزب العمال. يعمل منذ يونيو 2007 وزير التجديد والجامعات في حكومة جوردون براون.
جون هو أيضا عضو في مجلس العموم، والمجلس الخاص. كان إلى غاية 18 مارس 2003 وزير الدولة البريطاني في وزارة الداخلية قبل أن يستقيل من منصبه احتجاجا على سياسة حكومة بلده في العراق.